# Akiruno
Akiruno (Japans: あきる野市, Akiruno-shi ) is een stad (shi) in de Japanse prefectuur Tokio. Op 1 april 2009 had de stad naar schatting 80.482 inwoners en een bevolkingsdichtheid van 1100 bewoners per km². Het totale gebied beslaat 73,34 km².

## Geschiedenis
Akiruno ontstond op 1 september 1995 uit de fusie van de stad Akigawa (秋川市, Akigawa-shi) met de gemeente Itsukaichi (五日市町, Itsukaichi-machi) van het district Nishitama.

## Geografie
Akiruno wordt begrensd door:
- Oosten: Fussa en Hamura
- Noorden: Hinode en Ōme
- Westen: Okutama en Hinohara
- Zuiden: Hachiōji

De rivieren Akigawa (秋川), Hiraigawa (平井川) en Tamagawa (多摩川) stromen door de stad.

## Verkeer

### Trein
- JR East: Itsukaichi-lijn
  - Station Higashi-Akiru
  - Station Akigawa
  - Station Musashi-Hikida
  - Station Musashi-Masuko
  - Station Musashi-Itsukaichi

### Bus
- Nishi Tokyo Bus

### Weg
- Akiruno ligt aan de Ken-O-autosnelweg (afrit 42 Akiruno) en aan de autoweg 411. Akiruno ligt tevens aan de prefecturale wegen 7, 21,31,32, 33, 46, 61, 163,165-169,176,184,185,201 en 250.

## Bezienswaardigheden
- Daihigan-ji, boeddhistische tempel

## Partnersteden
Akiruno heeft een stedenband met :
- Kurihara, Miyagi (sinds 11 februari 1985, oorspronkelijk partnerschap van de gemeente Itsukaichi met de gemeente Shiwahime (志波姫町, Shiwahime-chō)
- Oshima, Tokio (sinds 14 april 1985, partnerschap van de gemeente Itsukaichi)

Beide partnerschappen werden op 28 januari 1996 door Akiruno overgenomen.
- Marlborough (Massachusetts), Verenigde Staten, sinds 3 november 1998